# Santiago Reuquecurá

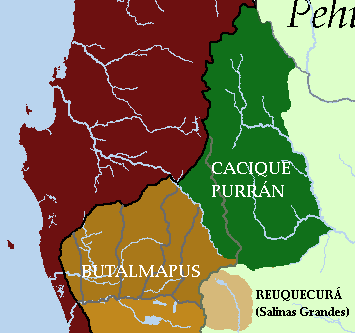
Cacicazgos de Purrán y Reuquecurá.

Santiago Reuquecurá o Renquecurá fue un poderoso cacique huilliche del siglo XIX. Dominaba el territorio entre los ríos Catán Lil y Aluminé. Celebró tratados con autoridades chilenas siendo clasificado como "chilenófino" junto con Feliciano Purrán por aquello, ya que además en su territorio albergaba población chilena que se nutría de los circuitos comerciales y de los frutos de la tierra. Por el contrario Valentín Sayhueque era considerado "argentinófilo" y los gobiernos argentinos se esforzaron en empoderarlo en la zona.
Nacido en torno a 1800, era hijo del cacique huilliche Huentecurá. Tenía por hermanos a los también caciques Antonio Namuncurá y Juan Calfucurá, padres de los futuros jefes Manuel Lefiñancú y Manuel Namuncurá respectivamente. Debido al control de los pasos pehuenches estaba más preocupado del comercio que la guerra. Podía movilizar hasta 2.500 conas (guerreros). el mayor ejército después del de Valentín Sayhueque. Pero cada vez que sus familiares lo invitaban a un malón les enviaba 600 a 1.000 lanzas. En 1881 las fuerzas argentinas iniciaron la campaña contra sus sobrinos Álvaro Reumaycurá y Manuel Manuncurá, después marcharon contra él y el 5 de diciembre de 1883 se rindió junto a sus últimos seguidores. Murió en 1887.